# Державний історико-культурний заповідник «Поле Полтавської битви»
Держа́вний істо́рико-культу́рний запові́дник «По́ле Полта́вської би́тви» – це комплекс пам’яток історії та монументального мистецтва і музей, присвячений подіям Великої Північної війни та Полтавській битві.

## Історія  заповідника
1981 року оголошено Державний історико-культурний заповідник «Поле Полтавської битви» загальною площею з охоронною зоною 720 гектарів. Комплекс пам’яток «Поле Полтавської битви» (всього 23 пам’ятки) занесений до Державного реєстру нерухомих пам’яток України як об’єкт історії національного значення (охоронний номер 160009-Н). На території заповідника знаходяться пам’ятки археології – 30 давніх курганів та 4 городища. У різний час на історичному полі відбулися  важливі за своїми наслідками події. Деякі дослідники стверджують, що саме тут відбувся  епізод битви між військами Великого князя Литовського Вітовта й ординського хана Темір-Кутлуя (1399 рік). Ймовірно, в цій місцевості пройшла  битва між воїнами гетьмана України І.Виговського та полтавського полковника М.Пушкаря (1658 рік). Тут відбулася Полтавська баталія 1709 року  і грандіозна операція часів Другої світової війни «Френтік» (1944 рік). 
Заповідник – важливий науково-методичний центр та цікава туристична локація Полтавщини. Його відвідують туристи з усіх континентів планети. Подіями  Великої Північної війни особливо цікавляться європейці, адже серед її учасників були пращури сучасних шведів, росіян, українців, фінів, норвежців, данців, німців, поляків, турків, молдаван, білорусів, англійців, литовців, естонців, латишів, чехів, румунів, французів. 

## Склад заповідника
До Комплексу пам’яток поля Полтавської битви належать:
- історичне поле Полтавської битви (1709 р.);

·      братська могила воїнів московської армії (1709 р.);
·      місце розташування другого укріпленого табору московської армії (1709 р.);
·      місце розташування командного пункту Петра I (1709, 1973 р.);
·      місця розташування редутів московської армії (ознаковані гранітними обелісками) (1709, 1909 рр.);
·      пам’ятник на місці відпочинку Петра I (1849 р.);
·      Сампсоніївська церква (1856 р.);
·      будинок музею історії Полтавської битви (1908 р.);
·      пам’ятник шведам від росіян (1909 р.);
·      пам’ятник шведам від співвітчизників (1909 р.);
·      пам’ятник захисникам фортеці Полтава і полковнику Олексію Келіну (1909 р.);
·      пам’ятник на місці переправи московської армії через Ворсклу (1909р, 1959);
·      пам’ятник Петру I (1915 р.) — перед музеєм історії Полтавської битви.  Демонтований у лютому 2025 року за рішенням Міністерства культури та інформаційної політики України. Демонтований пам’ятник перемістили з постаменту до музейного фонду;

·      ротонда вшанування пам’яті полеглих у Полтавській битві (2009 р.).

Галерея
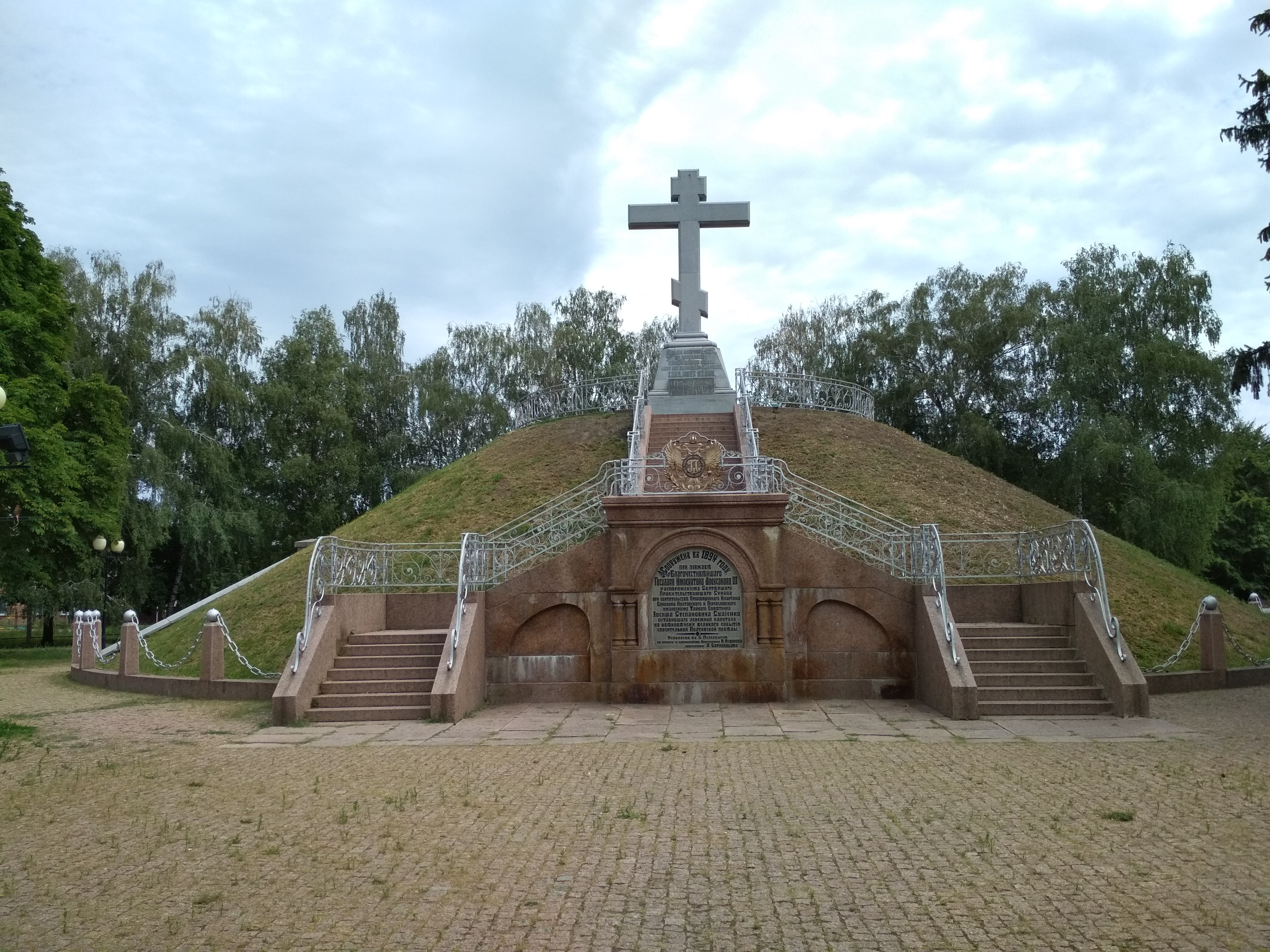
Пам'ятний хрест на братській могилі російських воїнів
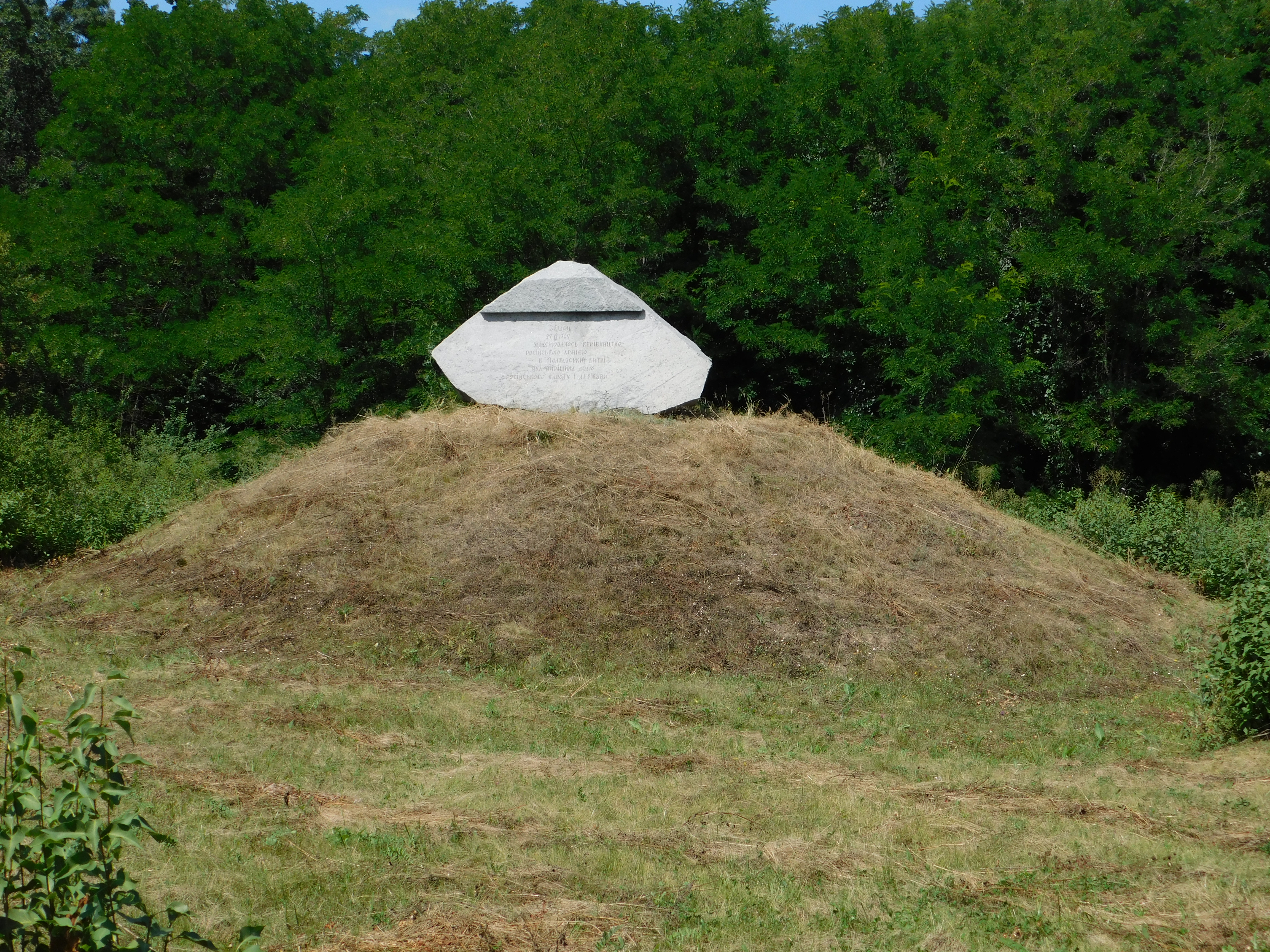
Місце розташування командного пункту Петра І
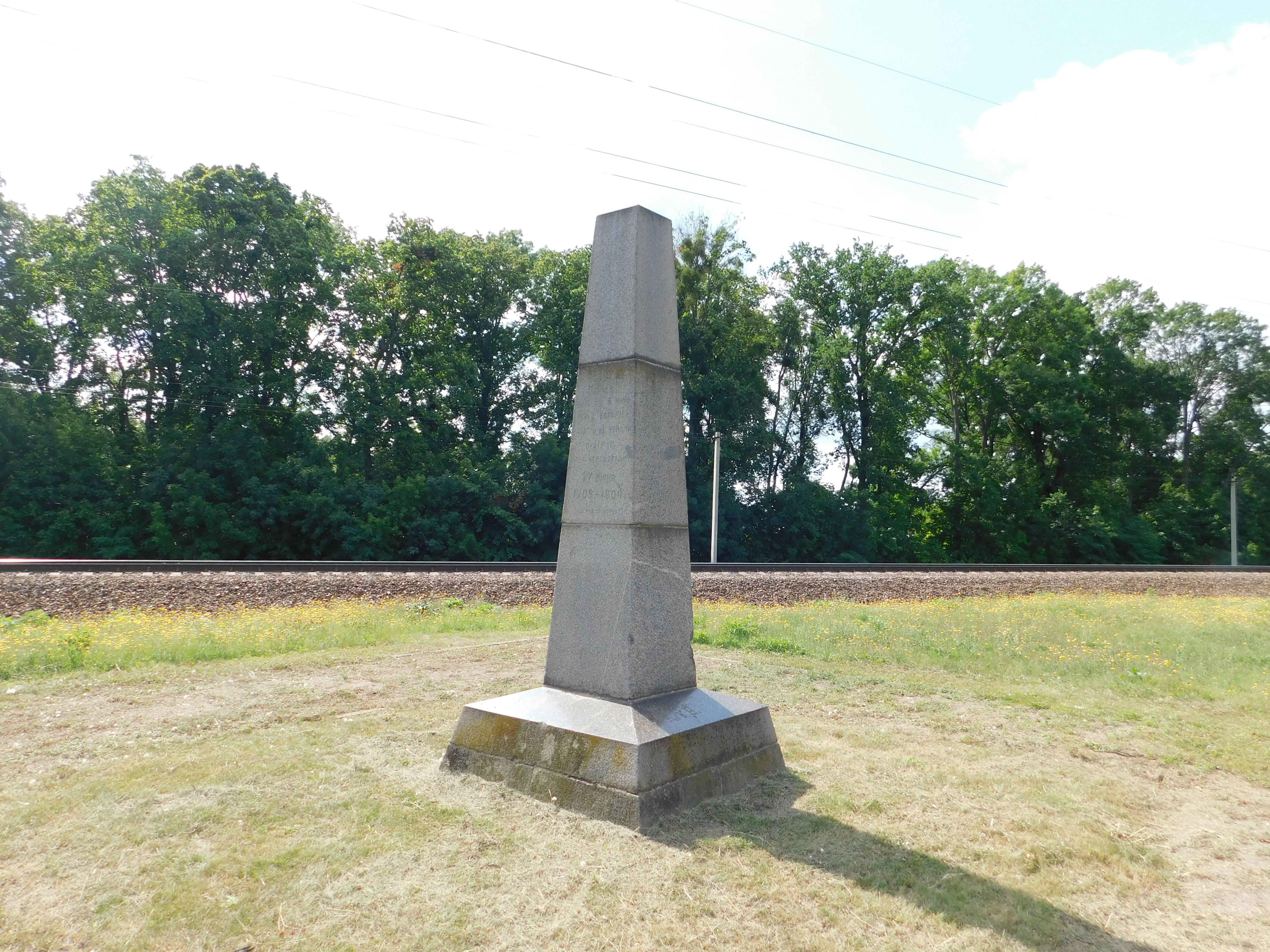
Гранітний обеліск на місці першого поздовжнього редуту московської армії
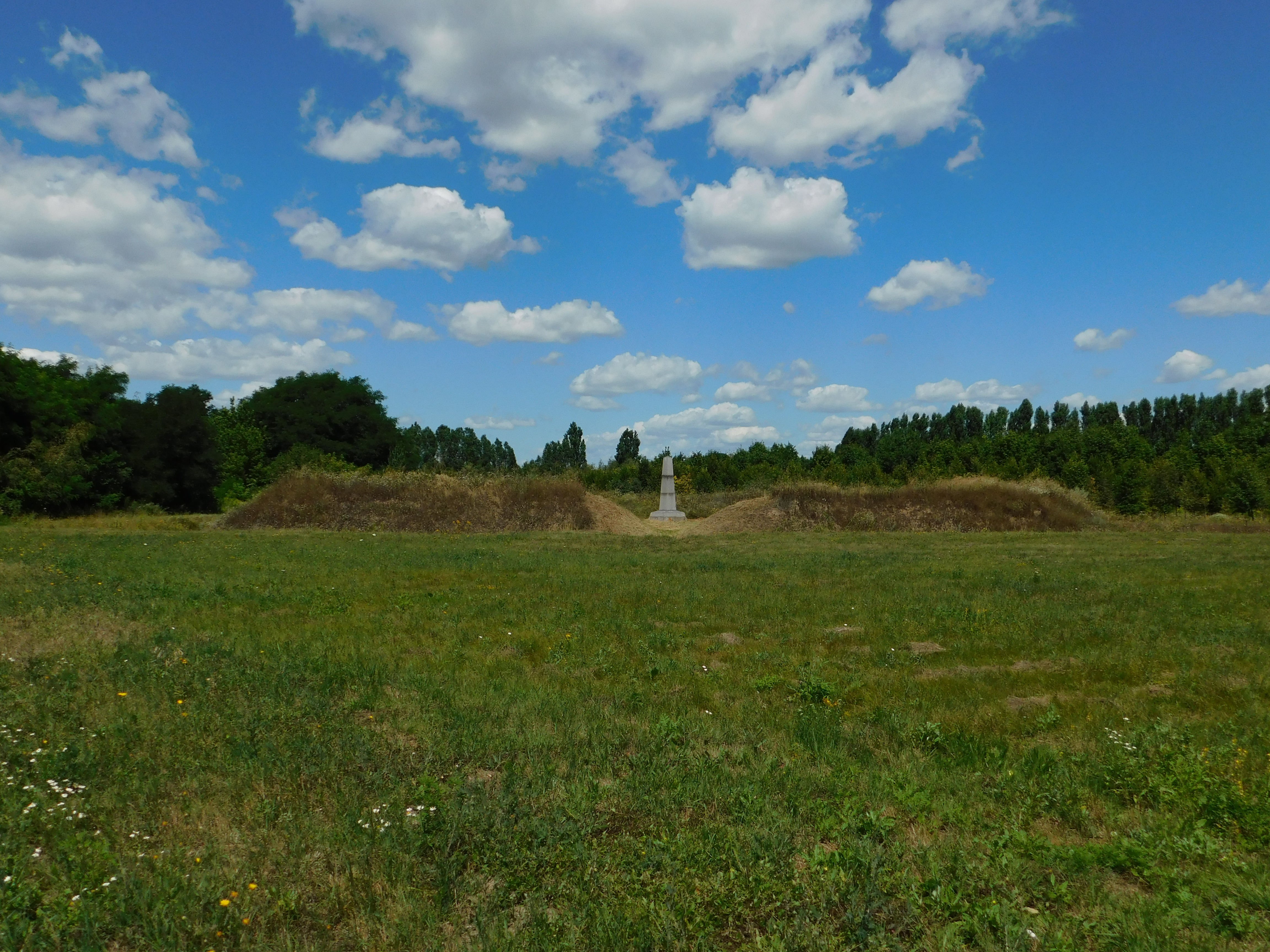
Другий редут поперечної лінії (відновлений)
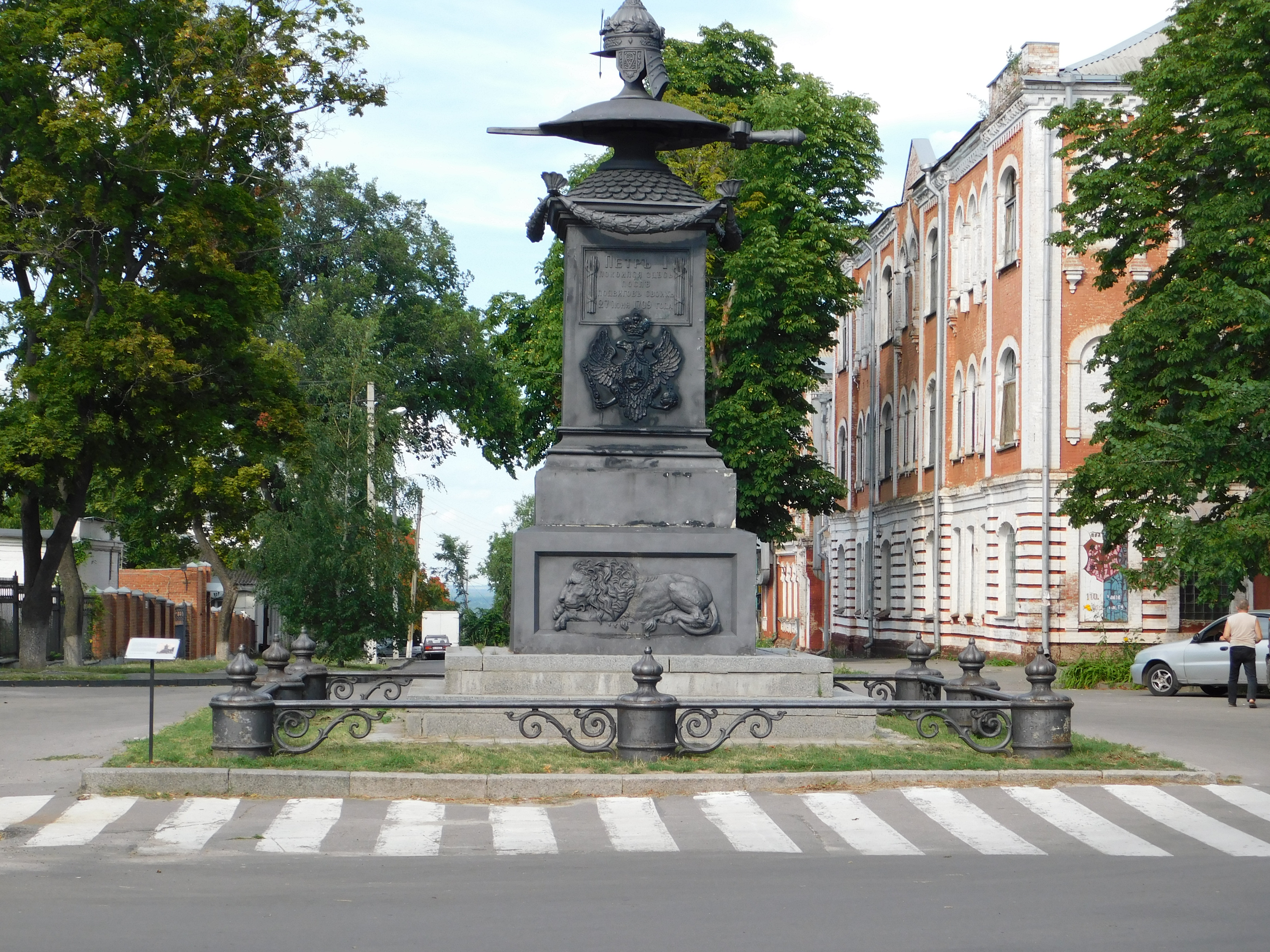
Пам'ятник на місці відпочинку Петра І (1849)
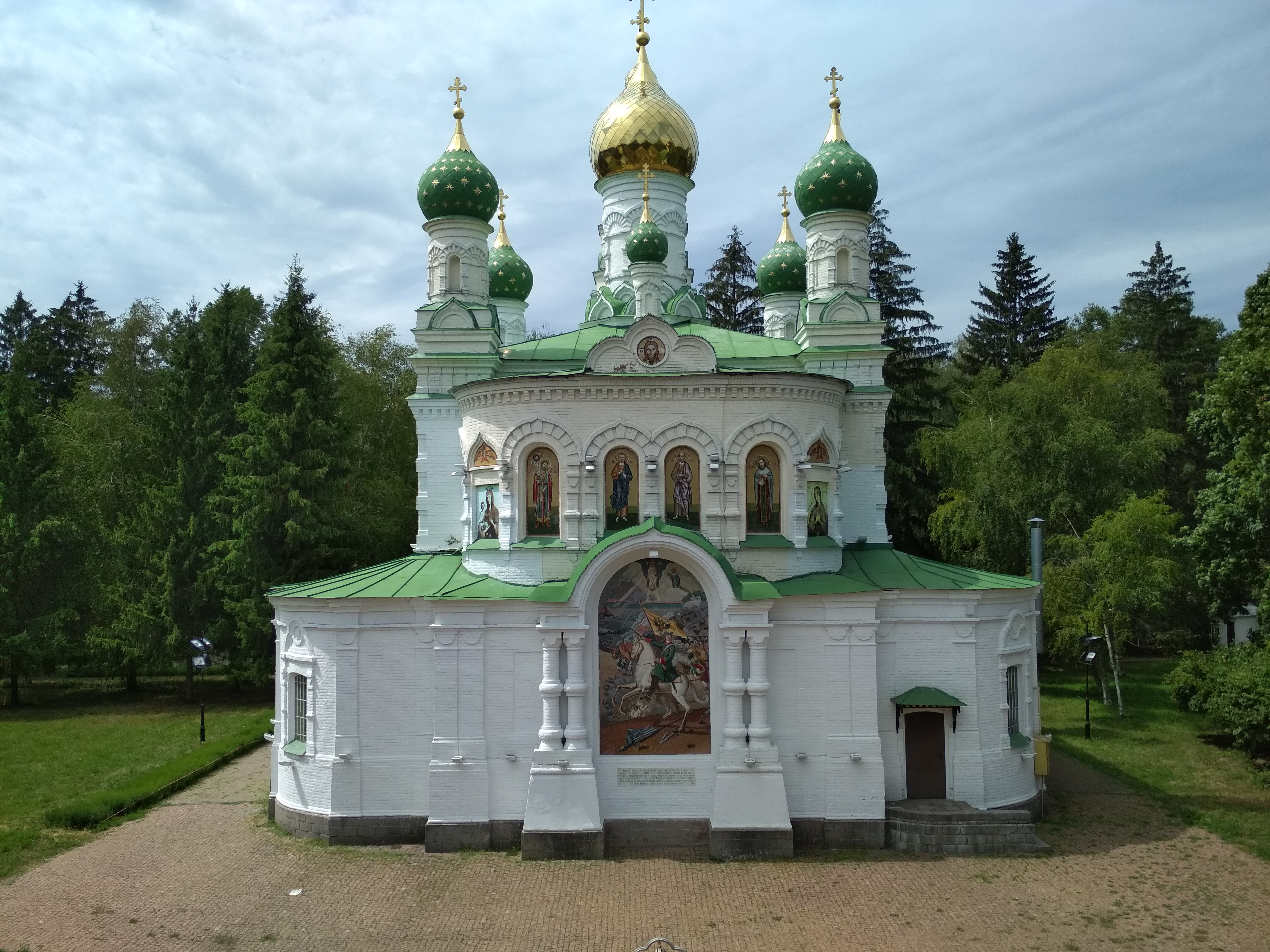
Сампсонівська церква (1856)
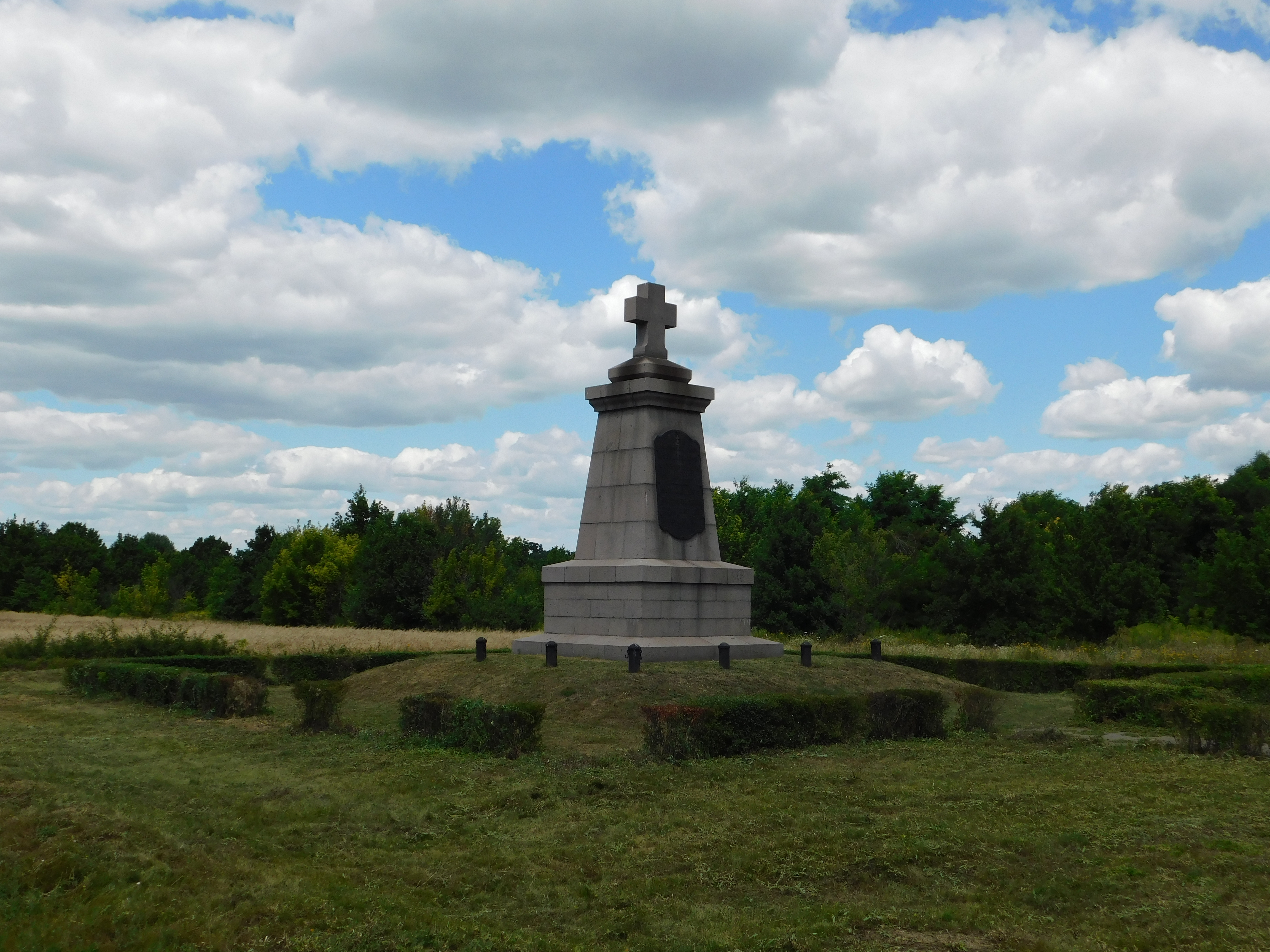
Пам'ятник шведам від росіян (1909)
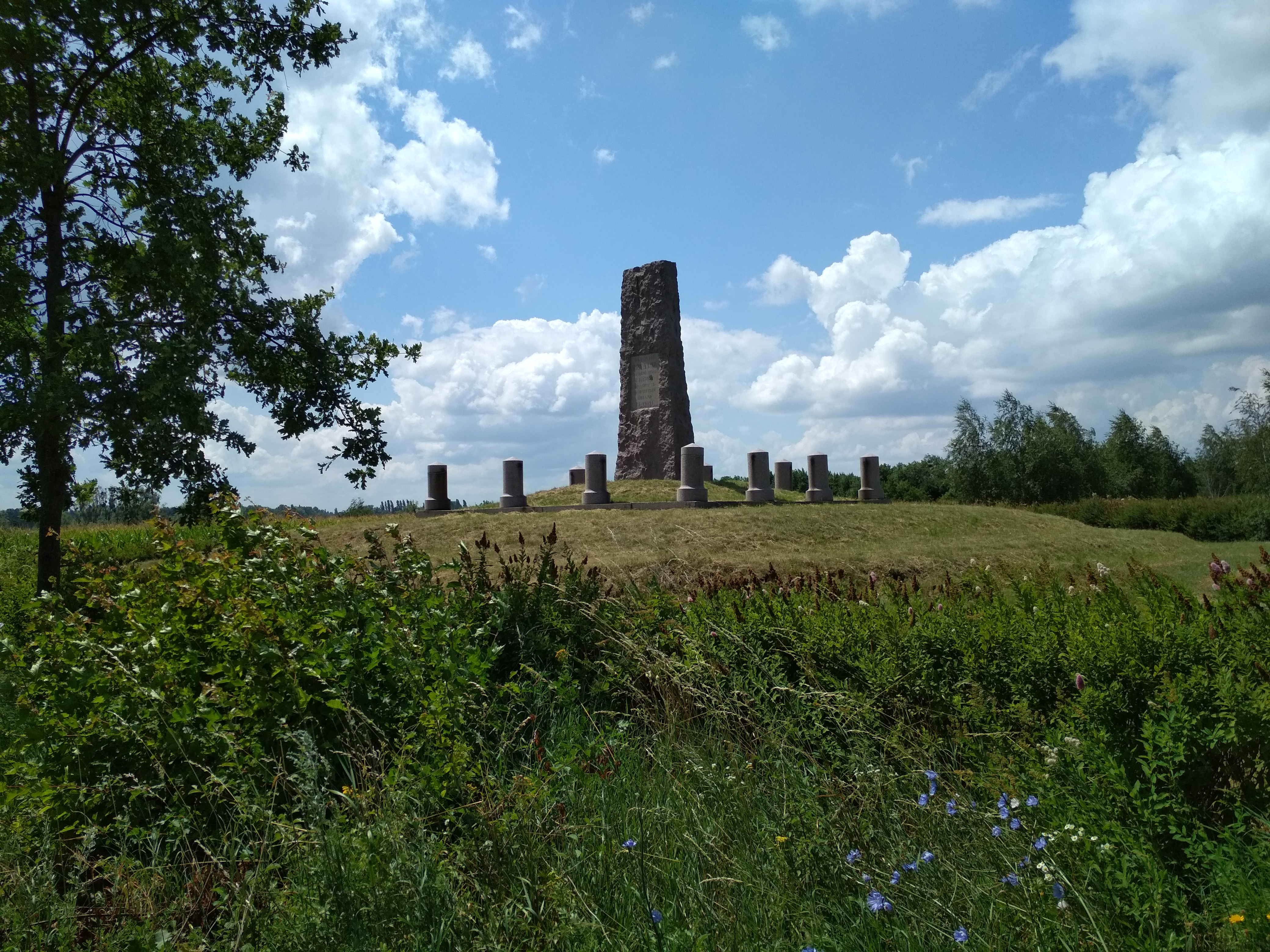
Пам'ятник шведам від співвітчизників
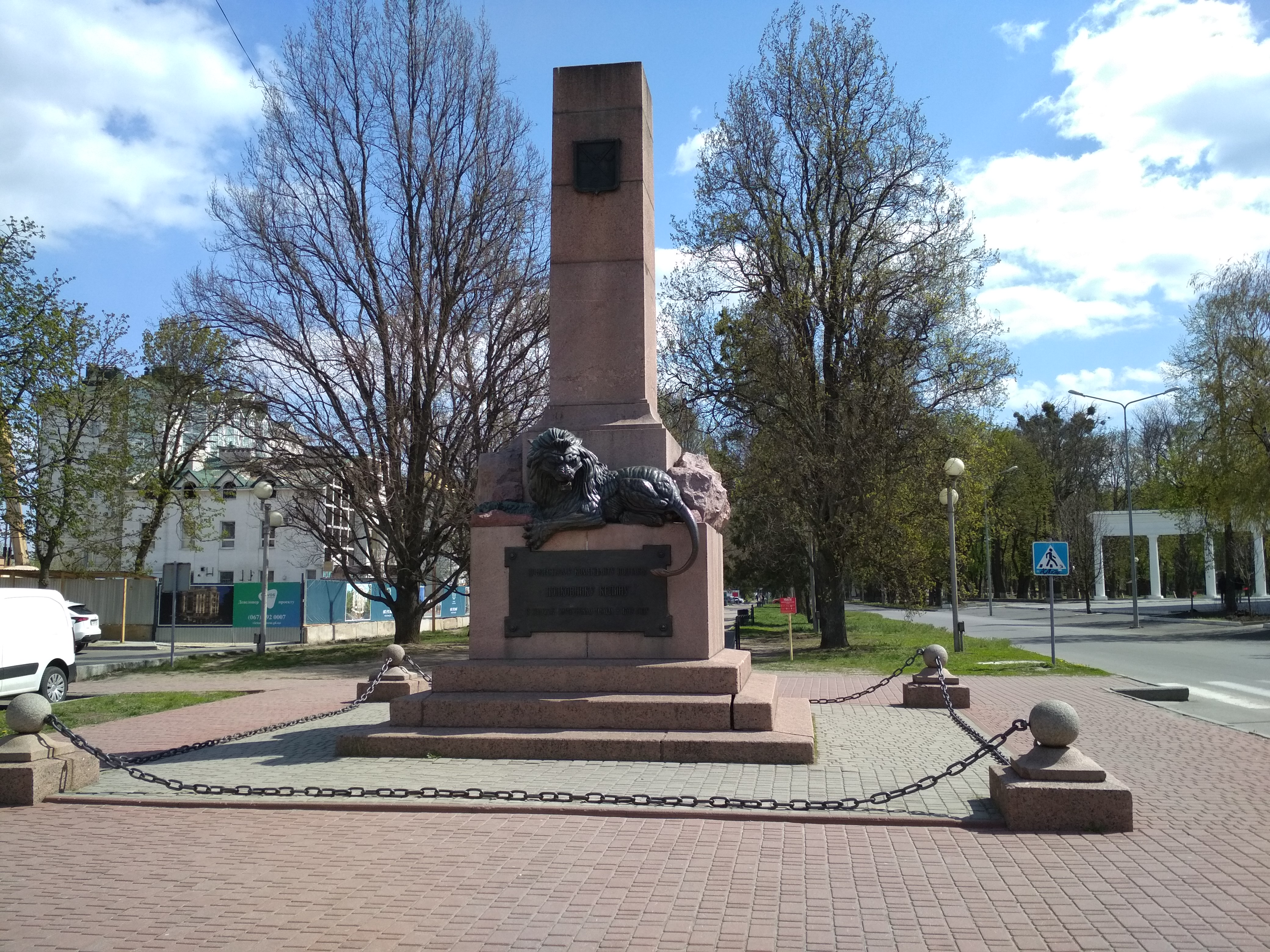
Пам'ятник захисникам фортеці Полтава і полковнику Олексію Келіну
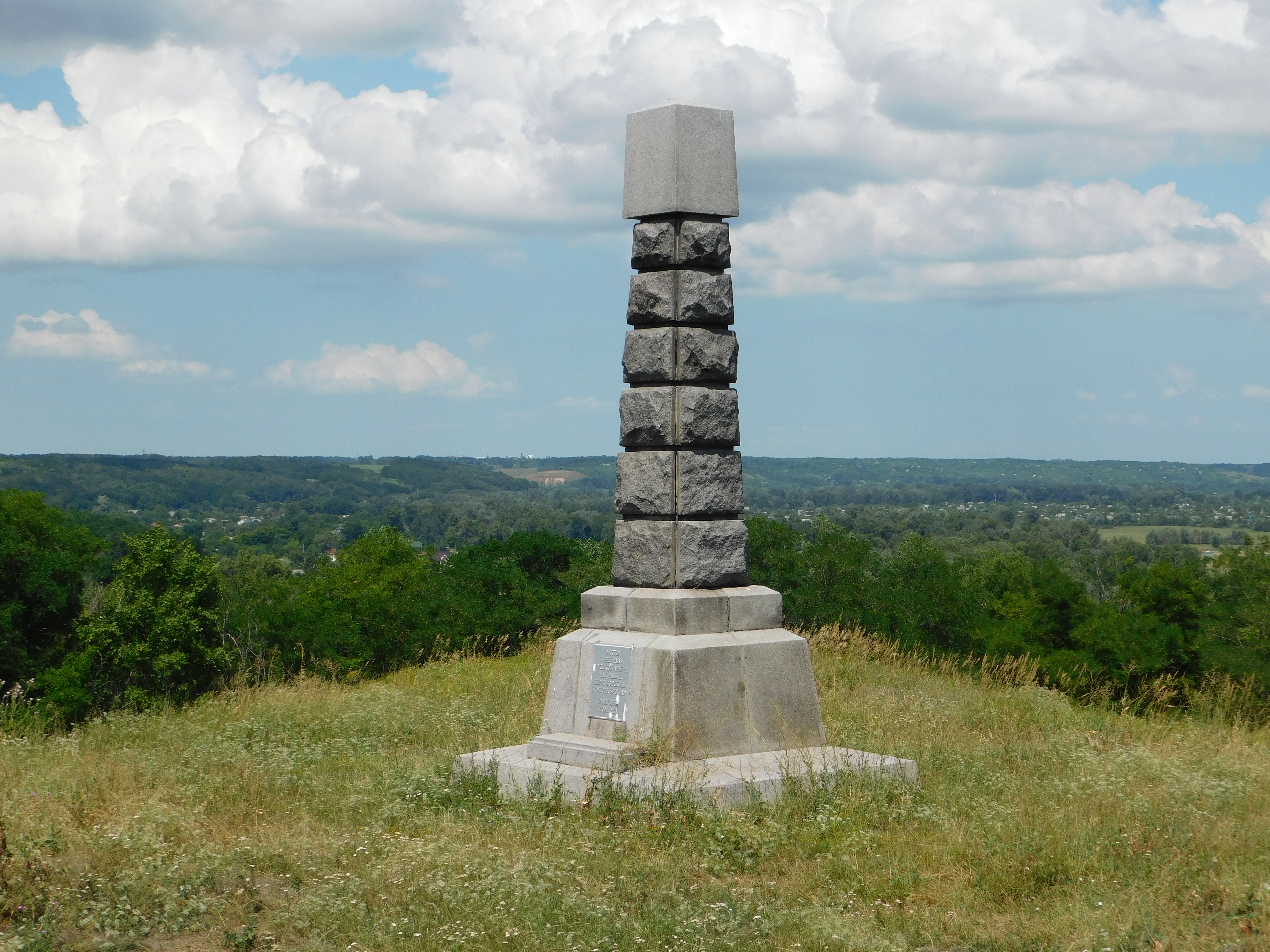
Пам'ятник на місці переправи московської армії через р. Ворсклу
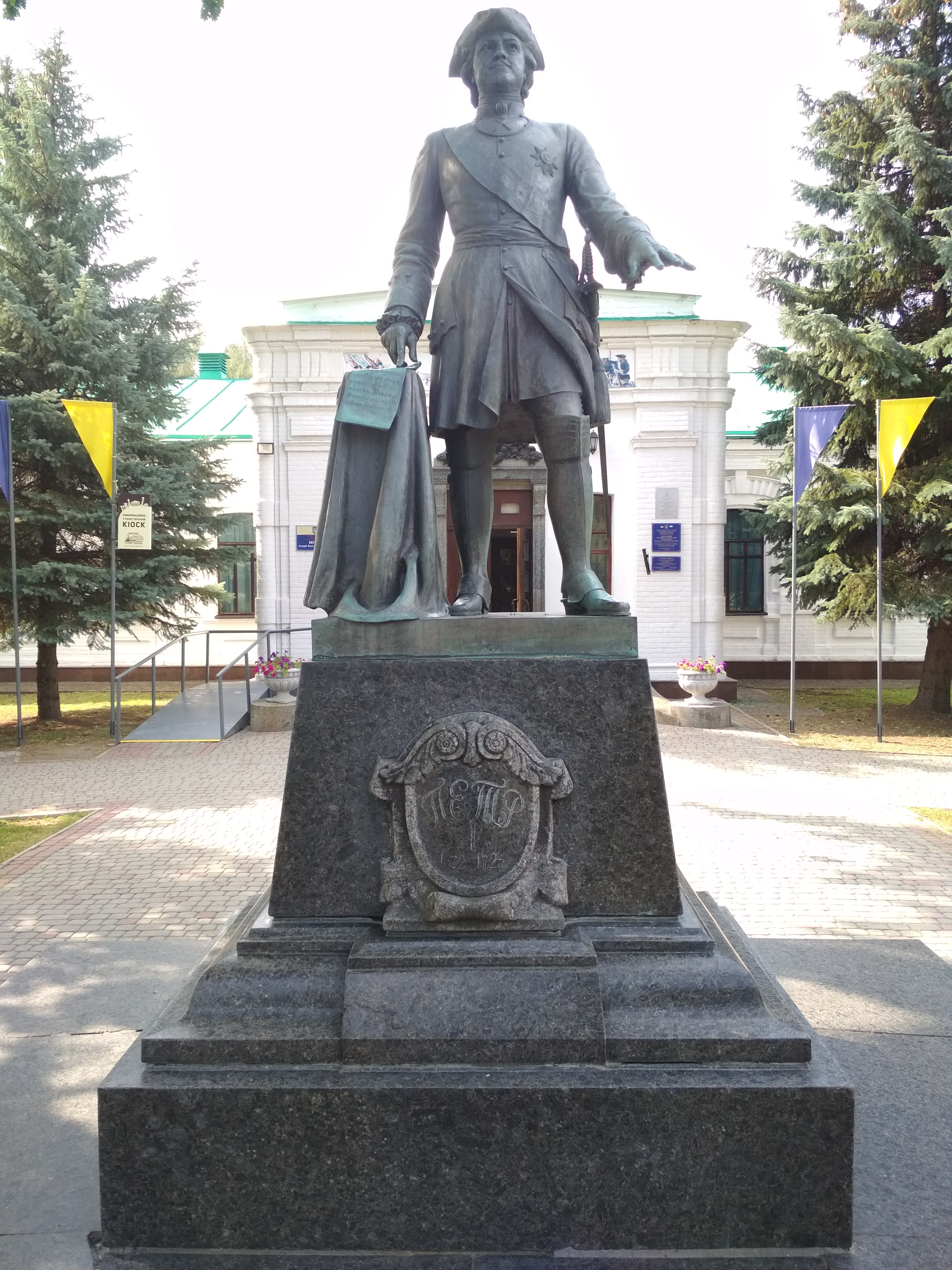
Пам'ятник Петру І
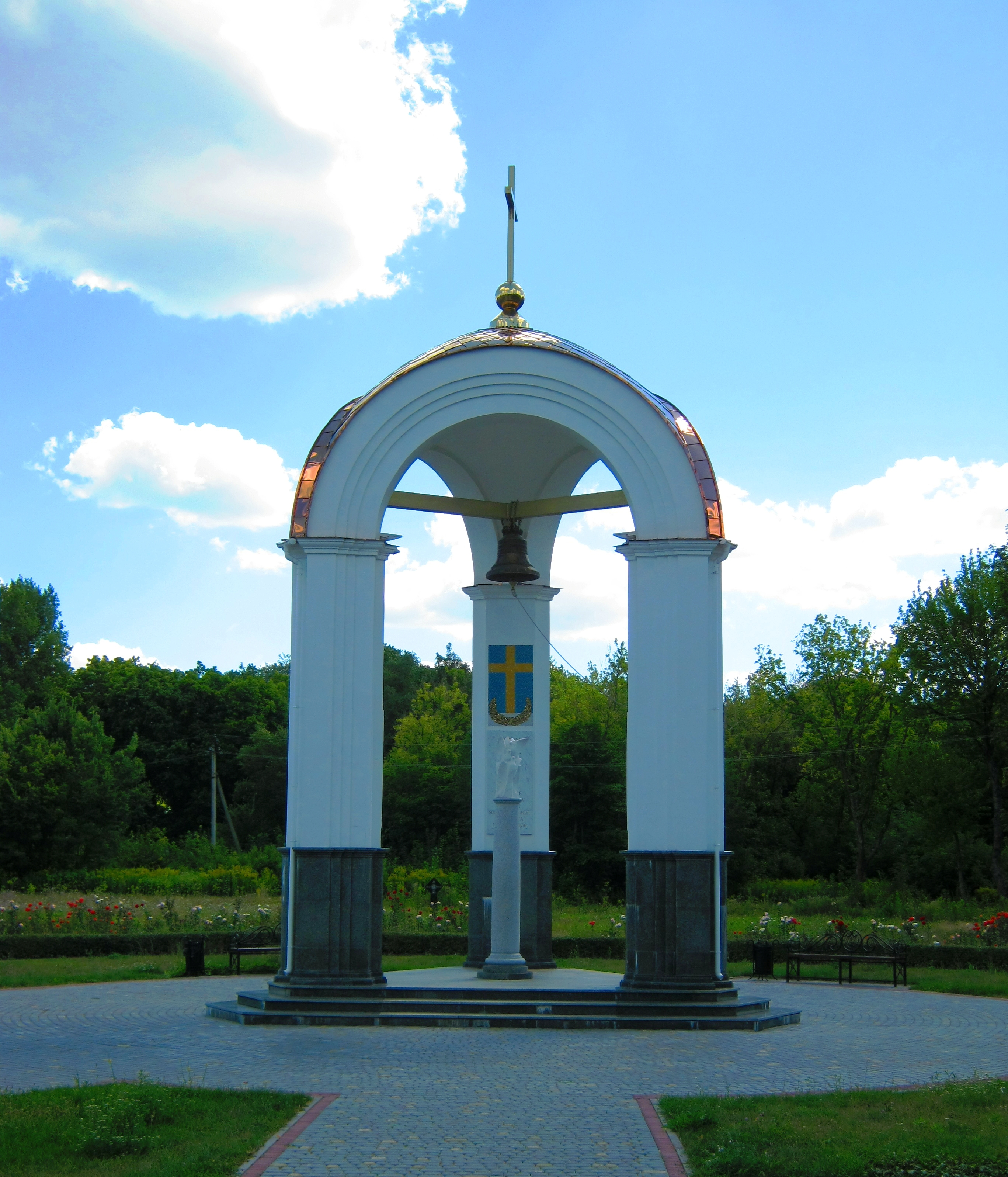
Ротонда вшанування пам'яті полеглих учасників у Полтавській битві
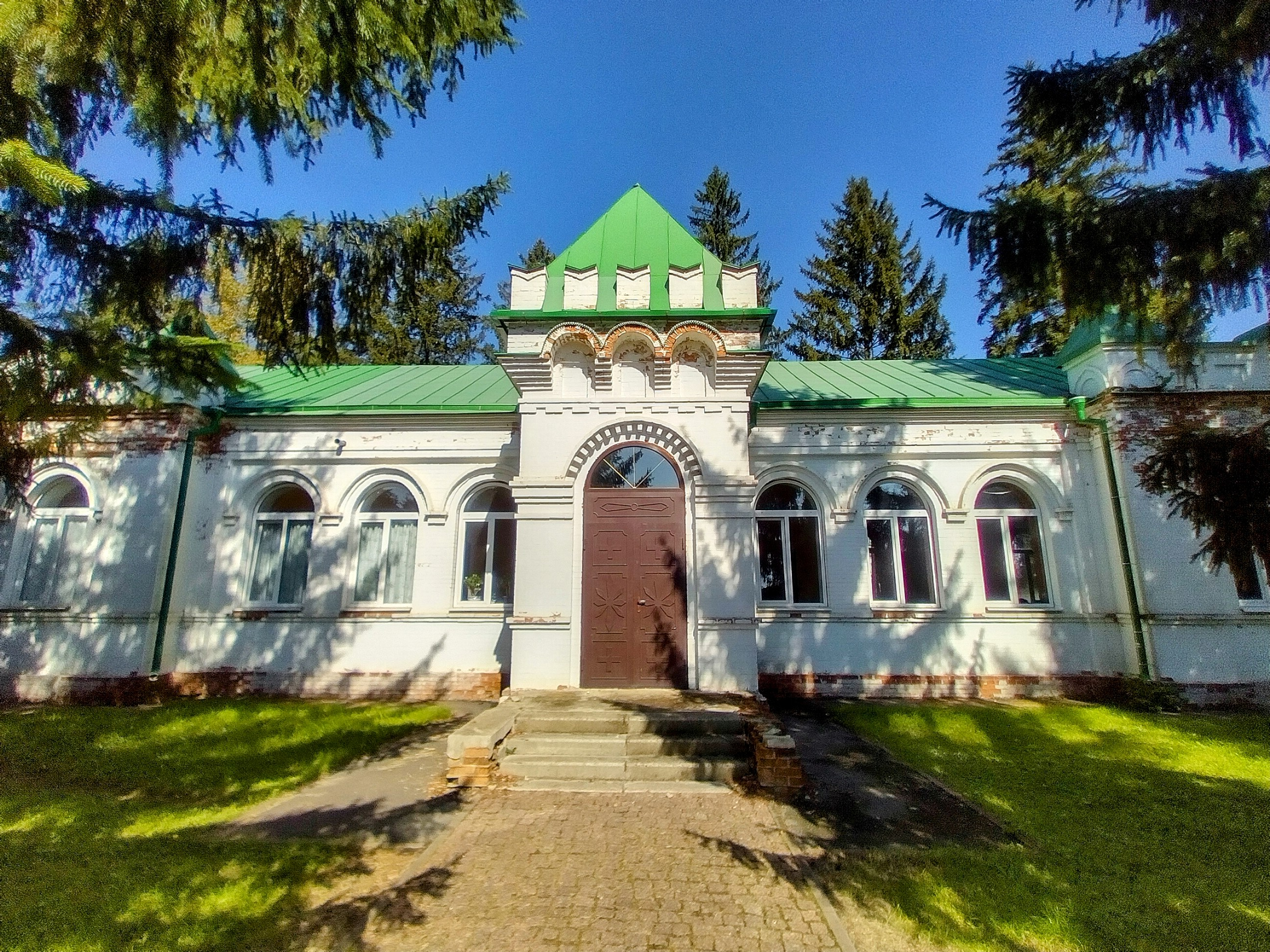
Перший музей історії Полтавської битви
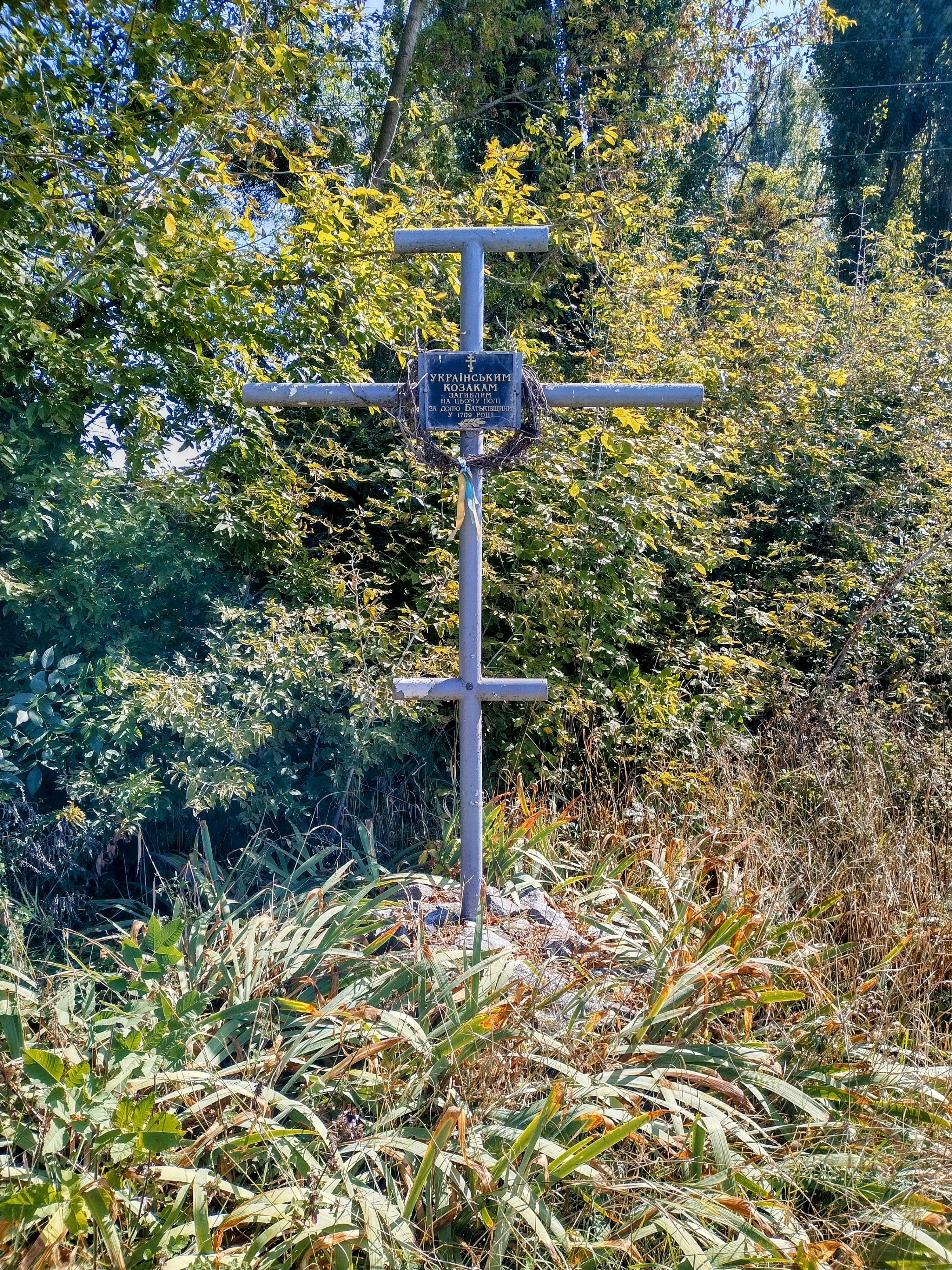
Пам'ятний хрест українським козакам загиблим на цьому полі за долю Батьківщини у 1709 році

## Музей історії Полтавської битви
Історія музею історії Полтавської битви розпочалася в дні помпезного святкування 200-річчя Полтавської баталії.  Поразка в російсько-японській війні,  революція 1905-1907 років, пожвавлення національних рухів спонукали владу до посилення  імперського патріотичного виховання населення шляхом  пропаганди воєнно-історичного минулого, прославлення могутності Російської держави та її армії. Однією із вигідних для цього тем стала перемога Петра І  1709 року. Імперія продовжувала творити міф про Полтавську битву як «преславну вікторію». До ювілейної  дати в місті звели пам’ятники та відкрили музей Полтавської битви на Шведській Могилі. 
Фундатором і першим директором (1909-1918) музею був відомий полтавець Іван Павловський (1851-1922), викладач історії Петровського Полтавського кадетського корпусу (1874-1913), краєзнавець, громадський діяч.
Протягом 1917-1918 років музей зазнав кількох пограбувань, і  І. Павловський передав залишки колекції до Центрального пролетарського музею Полтавщини (нині Полтавський краєзнавчий музей імені Василя Кричевського).  
Вдруге заклад відкрили 23 вересня 1950 року в приміщенні інвалідного будинку на Шведській Могилі. Сюди й повернулися вцілілі предмети зі збірки І. Павловського. Колекція також поповнилася унікальними артефактами початку XVIII століття за рахунок надходжень з інших музейних закладів колишнього Радянського Союзу, зокрема з Ермітажу,  Військово-історичного музею артилерії, інженерних військ та військ зв’язку, Третьяковської галереї, Київського, Львівського, Чернігівського історичних музеїв. 
З нагоди  250-річчя історичної події  тут добудували додаткову залу, в якій розмістили діораму «Полтавська битва», виконану художниками військової студії імені М. Грекова, і батальні полотна майстрів радянської доби, що демонструють героїчний міф Полтавської вікторії. 
Проте за  радянських часів музею була відведена роль активного пропагандиста комуністичної ідеології.
У другій половині 80-х років ХХ століття здійснили реекспозицію музею історії Полтавської битви. Було збережено хронологічний принцип викладу подій Великої Північної війни та висвітлено вплив Полтавської битви на хід європейської історії. Наголошено на  участі України у військовому протистоянні. 
1994 року у музеї відкрили залу, присвячену історії українського козацтва, її реекспозицію здійснили 2009 року. 
Завдяки співпраці з Товариством військової історії Швеції експозиція поповнилася  предметами, що розкривають участь каролінців у подіях Великої Північної війни. Сьогодні виклад історичних подій здійснюється на основі найновіших досліджень та відкритих джерел, без заполітизованості, з позицій історичної правди. Експозиція постійно доповнюється, розроблено інформаційні матеріали з  історії України періоду Великої Північної війни, адже ця тема не висвітлювалася за радянської доби. 2020 року була створена нова експозиційна зала «На терезах часу», яка розкриває часове осмислення події Росією, Швецією, Україною, бо для кожної з основних учасниць Полтавська битва мала діаметрально протилежні наслідки. Експозицію доповнюють новітні інформаційні технології (сенсорний інформаційний кіоск, QR-коди, інформаційні екрани, VR та AR).

### Галерея

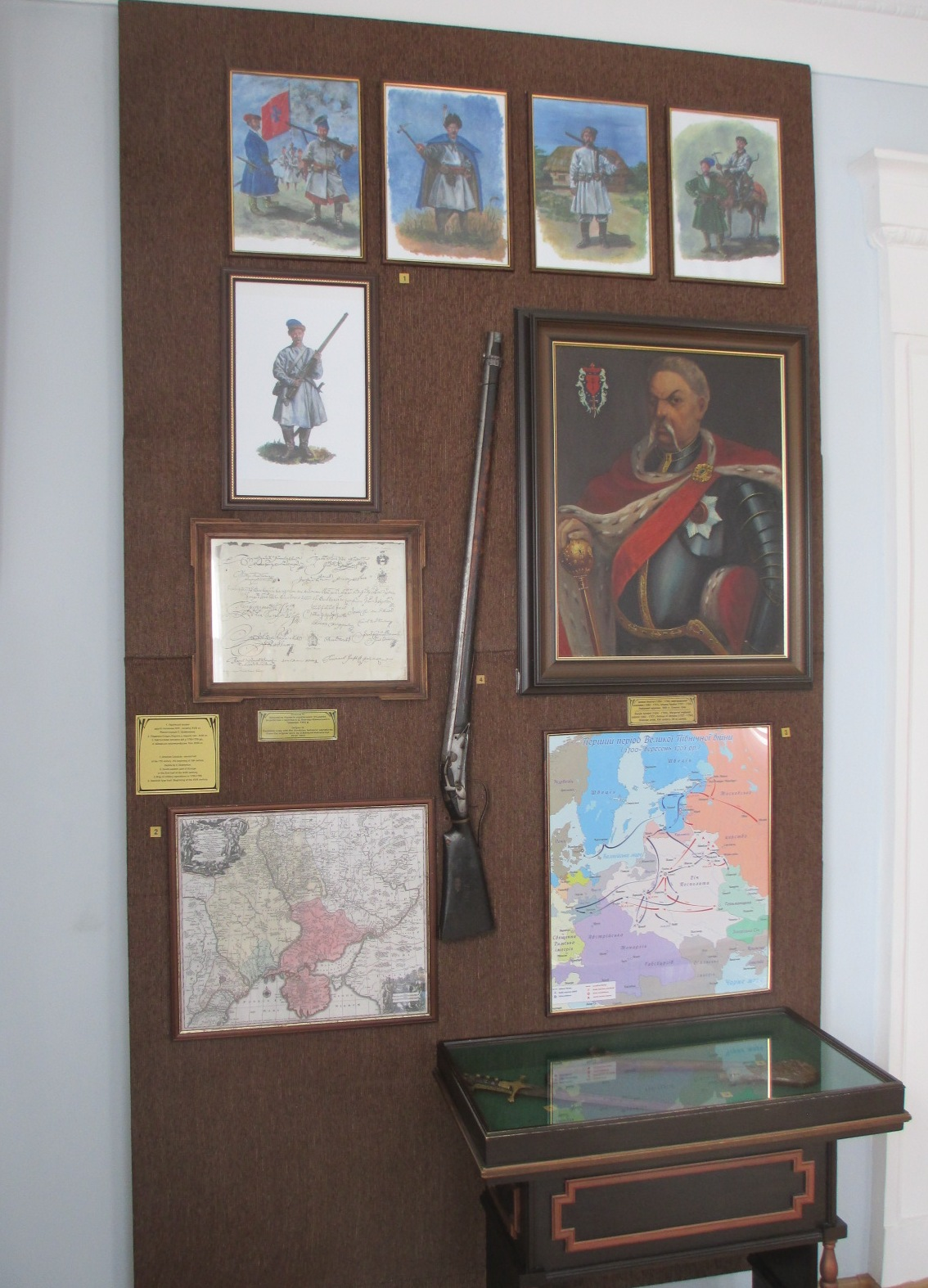
Стенд, присвячений участі України у Північній війні

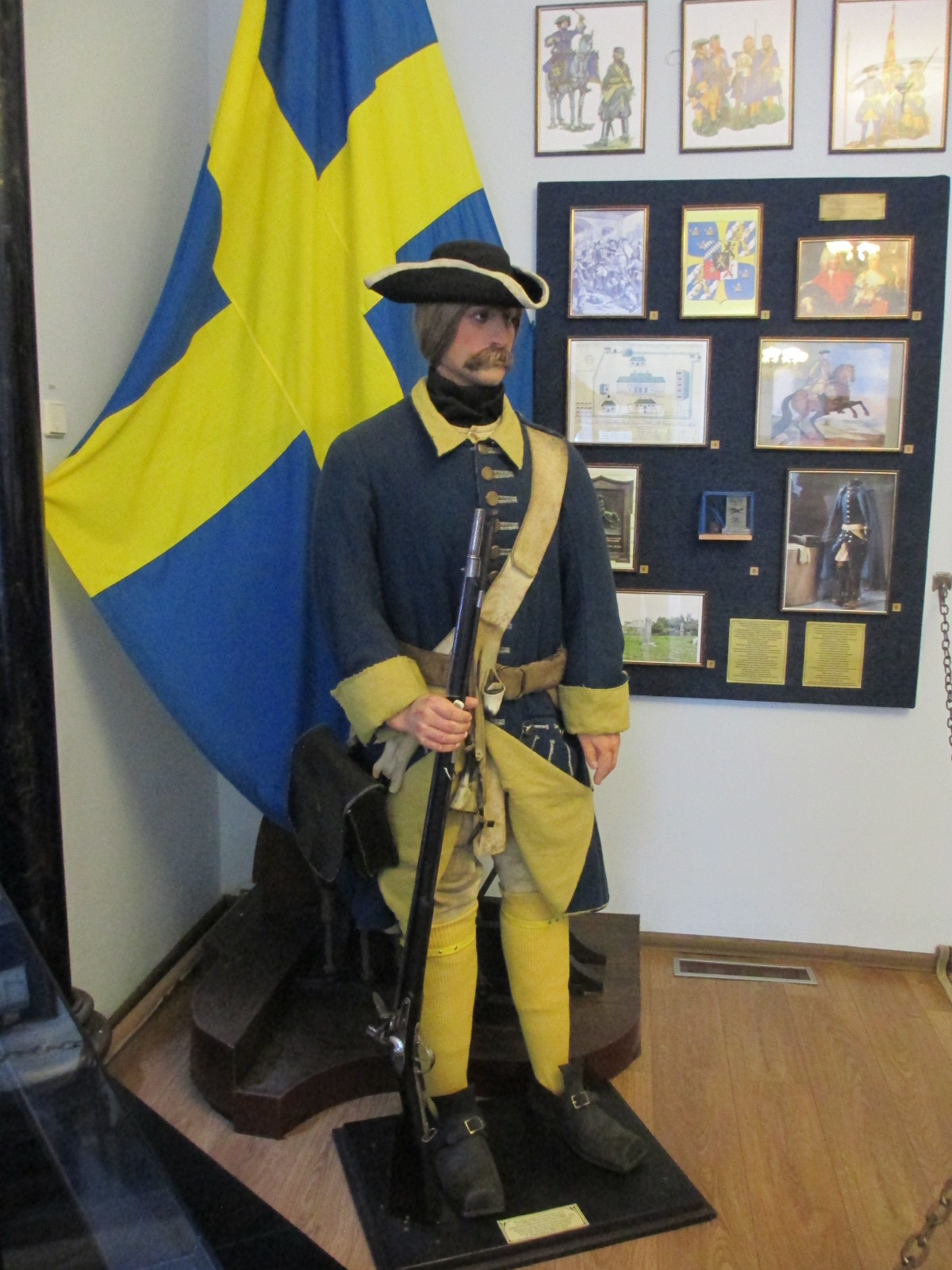
Шведський мушкетер

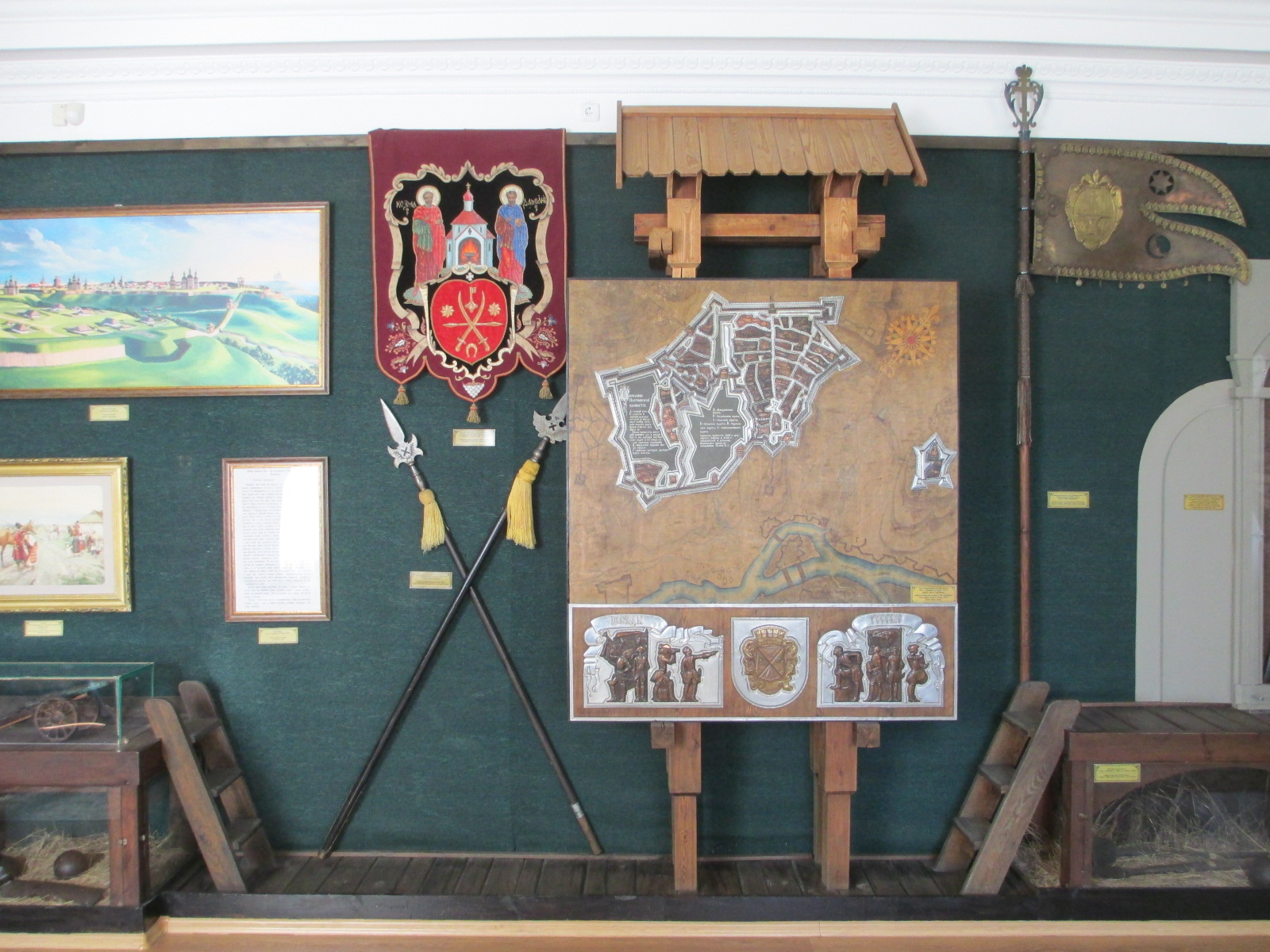
План Полтавської фортеці